# Hexatoma (Parahexatoma) angustatra
Hexatoma (Parahexatoma) angustatra is een tweevleugelige uit de familie steltmuggen (Limoniidae). De soort komt voor in het Afrotropisch gebied.